# Burg Schwarzenbach (Niederösterreich)
Die Burg Schwarzenbach, (ungarisch: Feketevár vára) im Erhaltungszustand einer Ruine befindet sich in der gleichnamigen Marktgemeinde Schwarzenbach im Bezirk Wiener Neustadt-Land in Niederösterreich. Die Burgruine steht unter Denkmalschutz

## Lage

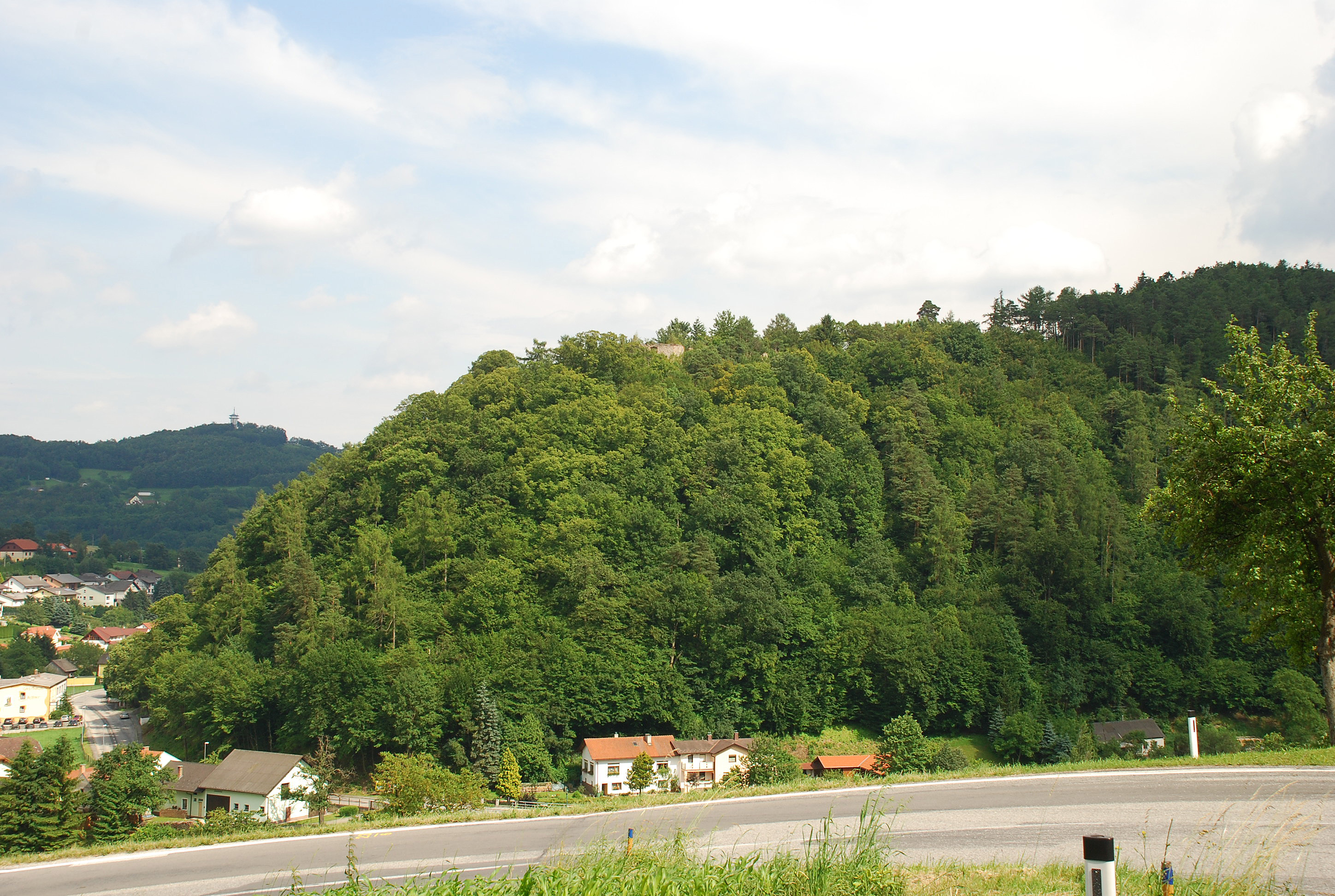
Schlossberg mit Mauerresten

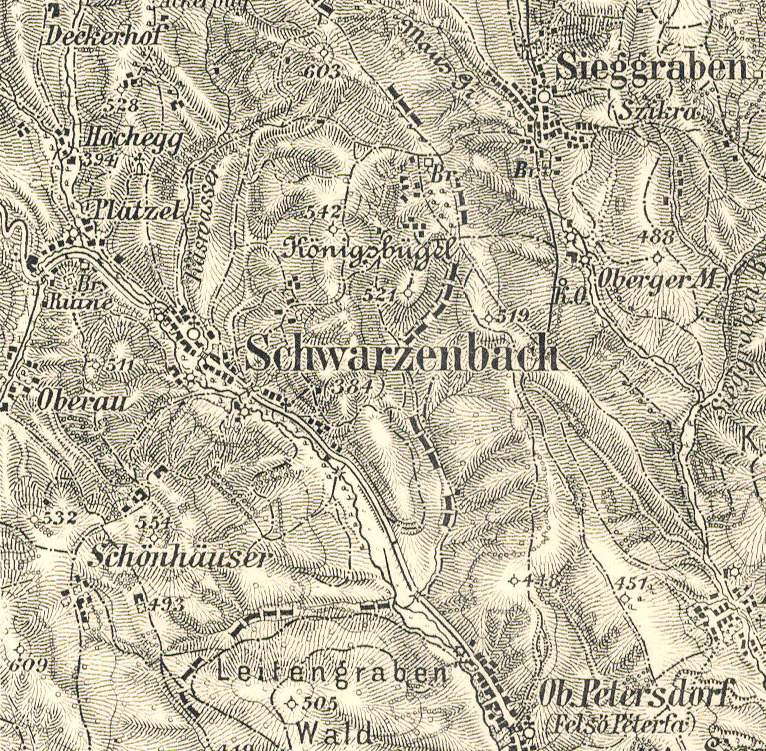
Schwarzenbach mit der Lage der Burgruine (links) nahe der (damaligen) Grenze zwischen Österreich und Ungarn

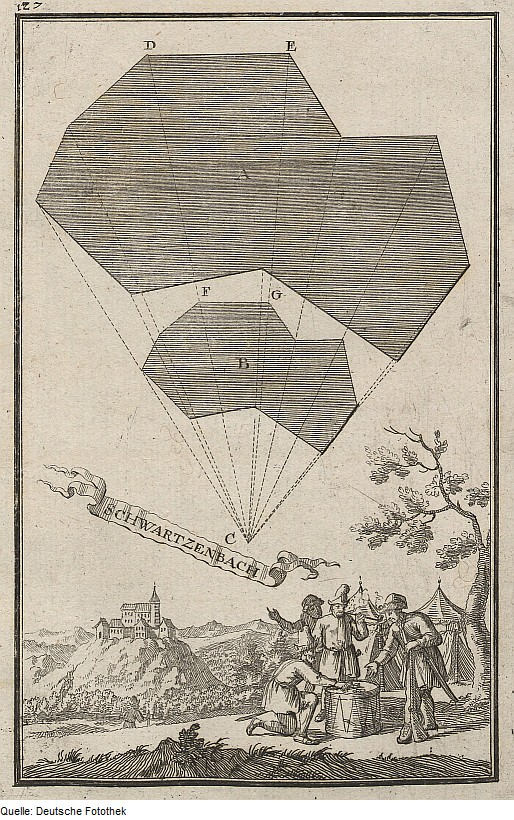
Schloss Schwarzenbach (von Anton Ernst Burkhard von Birckenstein)

Eingang zur ehemaligen Burgkapelle

Die Ruine der Höhenburg steht knapp einen Kilometer nordwestlich vom Markt Schwarzenbach auf dem Schlossberg, am Beginn des Schwarzenbachtals.
Die Ruine ist frei zugänglich, allerdings mit Gebüsch verwachsen, der Innenhof ist meterhoch mit Geröll und Mauerresten verfüllt. Eine Tafel beim Eingang warnt vor Einsturzgefahr.

## Geschichte
Die Burg dürfte gegen Ende des 12. Jahrhunderts oder zu Beginn des 13. Jahrhunderts erbaut worden sein. Urkundlich wird sie 1254 mit castrum Suarchumpah erstmals erwähnt, als sie im Friedensvertrag von Ofen zwischen Béla IV. von Ungarn und König Ottokar II. von Böhmen dem Ungarn zugesprochen wurde.
Im September des Jahres 1337 hatte ein vom Eisenburger und Ödenburger Gespan Leustachius geführtes ungarisches Heer die am Schwarzenbacher Schlossberg stehende Burg Schwarzenbach (ungarisch: Feketevár vára) belagert („… in campo ante castrum Swerczenpach …“) und noch vor 4. Oktober 1337 eingenommen. Leustachius wird als „castellanus de Sverczenpach“ eingesetzt („Et si dominus noster rex predictus in castellania pretacta nos mutare disponeret, antequam predictum castrum ad antedictorum ducum manus perveniret, non debemus predictum castrum Sverczenpach alicui alteri castellano assignare …“).
1337 sollte Schwarzenbach laut Frieden von Pressburg gegen die Burg Anchenstein (bei Pettau) in der Untersteiermark im heutigen Slowenien ausgetauscht werden. Anchenstein kam von Österreich nach Ungarn – aber Schwarzenbach nicht von Ungarn nach Österreich. Erst 1362 wurde Schwarzenbach durch den Frieden von Ofen an Österreich übergeben.
Im ersten Drittel des 16. Jahrhunderts wurde die Kapelle im Burghof errichtet. Die Fassade dieses Baus zum Hof besitzt spitzbogige Fensteröffnungen (später teilweise vermauert) für Maßwerkfenster. Der Zugang zur Empore führte über Treppentürmchen, das noch auf 12 Meter Höhe erkennbar ist. Im Kapelleninneren finden sich Ansätze des Kreuzgratgewölbes. Ende des 16. Jahrhunderts erfolgte ein großangelegter Umbau der Burg zum Schloss unter beibehalten der alten Grundmauern. Im Jahr 1680 wurde die Burg von den Esterházys käuflich erworben, in deren Besitz sie sich noch immer befindet. Um 1800 wurde die Burganlage als Amtssitz der Esterházys aufgegeben und das einst prächtige Bauwerk verfiel nach und nach.
Weil Steine der Ruine ins Tal rollten, schrieb die Marktgemeinde 2014 der Esterházy-Stiftung eine Sanierung vor, welche wegen voraussichtlichen Kosten von 130.000 Euro beeinsprucht wurde. In der Folge stimmte das Bundesdenkmalamt einem teilweisen Abbruch zu. Die Esterházy-Stiftung hat auch der Marktgemeinde angeboten, ein Hektar Grund mit Ruine gegen zehn Hektar Wald abzutauschen, was die Marktgemeinde ablehnte. 2016 wurde eine Mauer mit einem desolaten Torbogen abgerissen.

## Besitzer (sowohl als Lehen als auch privat)
- 1254 – Königreich Ungarn – König Béla IV.
- 1290 – Graf Heinrich von Bernstein
- 1296 – Friedrich von Kreisbach
- 1331 – Heinrich von Haderswörth (vermutlich einer der edlen Herren von Lanzenkirchen)
- 1337 – Königreich Ungarn – Ödenburger Gespan Leustachius
- 1362 – Erzherzogtum Österreich – herzögliche Kammergutsadministration
- 1364 – Wulfing von Klingfurth
- 1369 – Wilhelm von Ellerbach
- 1377 – Pernold der Klingenfurter und seine Frau verkaufen an Michael Prenner, dem damals reichsten Bürger von Wiener Neustadt
- 1379 – Herzog Albrecht III. (Teilungsvertrag von Neuberg)
- 1381 – Heinrich von Pottendorf
- 1382 – Graf Johann-Iwan von Bernstein
- 1389 – Ritter Häschk von Walpersbach
- 1418 – Hans Häschk von Schwarzenbach
- 1439 – Söhne von Konrad Königsberger
- 1462 – Johann Siegmund Freiherr von Weißbriach
- 1492 – Johann von Königsberg
- 1560 – Söhne von Ehrenreich Königsberg
- 1591 – Ulrich von Königsberg
- 1601 – Ludwig von Königsberg
- 1608 – Georg Ehrenreich von Zinzendorf
- 1624 – Georg Gabriel Kollonitsch
- 1658 – Hans Ehrenreich von Wurmbrand
- 1680 – erwarb Graf (ab 1687 Fürst) Pál I. Esterházy de Galántha die zum Schloss umgebaute Burg Schwarzenbach und auch heute noch ist die fürstliche Linie des Forchtensteiner Zweiges der Familie Esterházy de Galántha der Besitzer[12][5]